# Otto von Rosen
Otto von Rosen (Stoccolma, 11 maggio 1884 – Halmstad, 26 maggio 1963) è stato un tiratore a segno svedese.
È nato a Stoccolma, in Svezia. Ha partecipato alle Olimpiadi estive del 1908 a Londra. Il suo miglior risultato olimpico è stato il tiro al bersaglio mobile, dove si è piazzato all'ottavo posto.
Durante la prima guerra mondiale fu sospettato di spionaggio e sabotaggio in favore della Germania, dopo essere stato arrestato a Karasjok, in Norvegia, nel 1917. Nel suo bagaglio confiscato vennero trovati esplosivi, bottiglie con dentro veleno a base di curaro.